# Misty Stone
Misty Stone (Inglewood, 26 marzo 1986) è un'attrice pornografica statunitense, inserita nel 2019 nella AVN Hall of Fame.

## Biografia

### Carriera
Nel 2006 a 20 anni è entrata nell'industria pornografica e per il suo fascino è stata definita l'Halle Berry del cinema a luci rosse. Ha diretto insieme ad Ed Powers l'edizione del 2013 degli XRCO Award e successivamente quella dei NightMoves insieme a Ron Jeremy. Nello stesso anno ha lanciato la sua compagnia di produzione, la Misty Stone Production.
Ha posato come su Penthouse come Pet of Month a dicembre 2014. Nel 2018 è stata la prima star afroamericana ad essere nominata come Fleshlight Girl.
Nel 2019 è stata inserita nella Hall of Fame dagli AVN Awards mentre l'anno successivo ha vinto il suo primo riconoscimento per Best Non-Sex Performance per Love Emergency. Ha girato nel 2021 per Evil Angel la sua prima scena con un'attrice transessuale, Natassia Dreams, in Obsessed.

### Apparizioni su media tradizionali
Stone ha ricoperto il ruolo di Dawn nella serie su Cinemax, Co-Ed Confidential ed è apparsa nel reality show su VH1 Basketball Wives. Nel 2013 ha doppiato un personaggio del videogioco Grand Theft Auto V.
Ha, inoltre, avuto ruoli minori in film e lungometraggi quali Sexy Warriors (2014), Zane's the Jump Off (2013) e nella commedia romantica Don Jon con Joseph Gordon-Levitt e Scarlett Johansson.

## Vita privata
Alle elezioni presidenziali del 2008 ha votato per Barack Obama ed ha espresso il suo sostegno nel 2016 per Hilary Clinton.

## Riconoscimenti
- AVN Awards
  - 2019 – Hall of Fame - Video Branch[15]
  - 2020 – Best Non-Sex Performance per Love Emergency[16]
  - 2023 – Best Non-Sex Performance per Love, Sex & Music[17]

XRCO Awards
- 2024 - Hall of Fame[18]